# Antíoco II Teos
Antíoco II Teos (el dios), (c. 287 a. C.-246 a. C.) fue rey de la dinastía seléucida y sucedió a su padre Antíoco I Sóter. Reinó desde el 261 a. C. al 246 a. C. El sobrenombre de Teos (que en griego quiere decir dios) se lo pusieron los ciudadanos de la ciudad de Mileto (antigua ciudad jonia situada en el Asia Menor), en agradecimiento a haberles librado del tirano Timarco en el año 258 a. C.

## Biografía
Mantuvo largas y costosas guerras contra el rey de Egipto Ptolomeo II Epífanes, que ya había luchado contra su padre Antíoco I (a quien había vencido), pero esta vez, Antíoco II consiguió recuperar la mayoría de las tierras perdidas.
Mientras estaba ocupado en la Segunda Guerra Siria con Egipto, Andrágoras, su sátrapa en Partia, proclamó la independencia pero pocos años después fue derrotado por Arsaces I que instauró la dinastía arsácida de Partia. Según el epítome de Justino sobre Pompeyo Trogo, también se rebeló el sátrapa de Bactriana, en 255 a. C., quien reinó como Diodoto I del Reino grecobactriano desde el 255 a. C. hasta el 235 a. C.
Antíoco se casó dos veces, en primeras nupcias con una mujer llamada Laódice, con la que tuvo dos hijos, el mayor llamado Seleuco (que sería el sucesor en el reino). Después, Antíoco firmó la paz con Ptolomeo II, y se casó con Berenice Sira, princesa de Egipto, hermana de Ptolomeo III, que aportó una sustanciosa dote. Laódice fue repudiada y exiliada a Éfeso, cosa que engendró en ella un gran odio y deseos de venganza. Hacia 246 a. C., Antíoco II mandó llamar de nuevo a su corte a su primera esposa, que aprovechó la ocasión para envenenarle. A continuación hizo matar a Berenice, a su hijo (que era el pretendiente al trono) y a todos los miembros de la corte egipcios que habían llegado en el séquito de la reina y libre ya de enemigos, proclamó a su hijo como rey y con su ayuda. Antíoco fue enterrado en el Mausoleo Belevi.
Antíoco tuvo dos hijos con Laódice I: Seleuco II Calinico, y Antíoco Hierax, y tres hijas: Apama, Estratónice, y Laódice.